# Geisterbahn

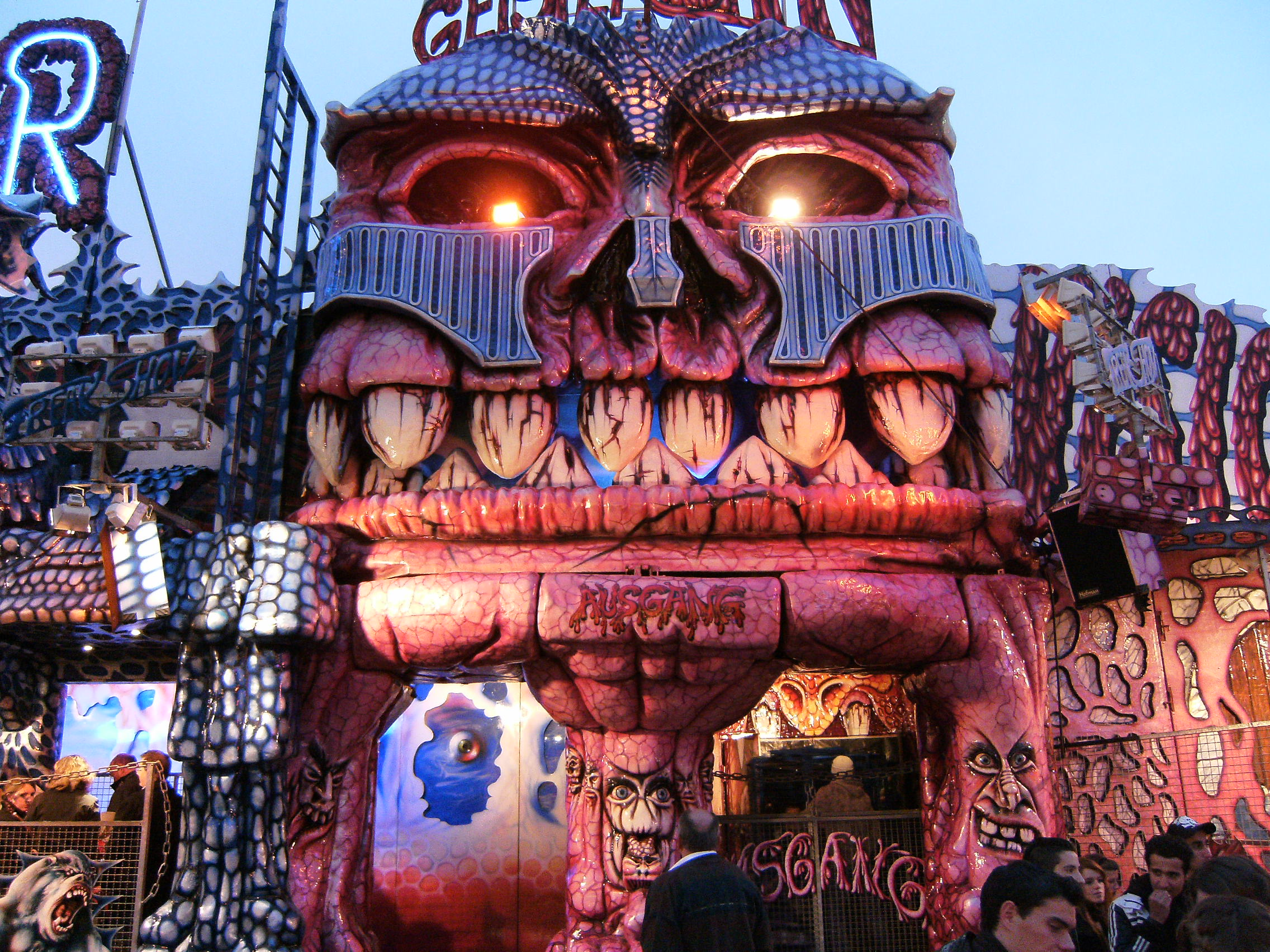
Geisterbahn „Shocker“ (beim Münchener Oktoberfest, im November 2020 durch einen Brand zerstört)

Eine Geisterbahn ist ein spezielles Fahrgeschäft, das sich auf einem Jahrmarkt, auf einer Kirmes oder in einem Vergnügungspark befindet. Es gibt sowohl stationäre Geisterbahnen, als auch „mobile“ Geisterbahnen in Form eines reisenden Fahrgeschäfts. Stationäre Geisterbahnen findet man vor allem in Vergnügungsparks, reisende Geisterbahnen wechseln regelmäßig (mindestens jährlich) die Jahrmärkte.
Eine Geisterbahn dient dem Zweck, ihre Besucher und Fahrgäste gegen ein Eintrittsgeld zu erschrecken. Als Geisterbahn werden Gruselattraktionen bezeichnet, die elektrisch betrieben sind, mit sogenannten Chaisen oder (seltener) Gondeln befahren werden und einen fest vorgegebenen Schienenverlauf aufweisen. Gruselattraktionen, die nicht befahren werden, sondern zu Fuß durchquert werden müssen, werden normalerweise als Spukhaus oder Gruselkabinett bezeichnet. Allerdings werden gelegentlich auch Gruselkabinette als „Geisterbahn(en)“ bezeichnet, was gemäß technischer Definition jedoch inkorrekt ist. Auch die DASA – Arbeitswelt Ausstellung hat zu museumspädagogischen Zwecken eine Geisterbahn.

## Geschichte der Geisterbahnen

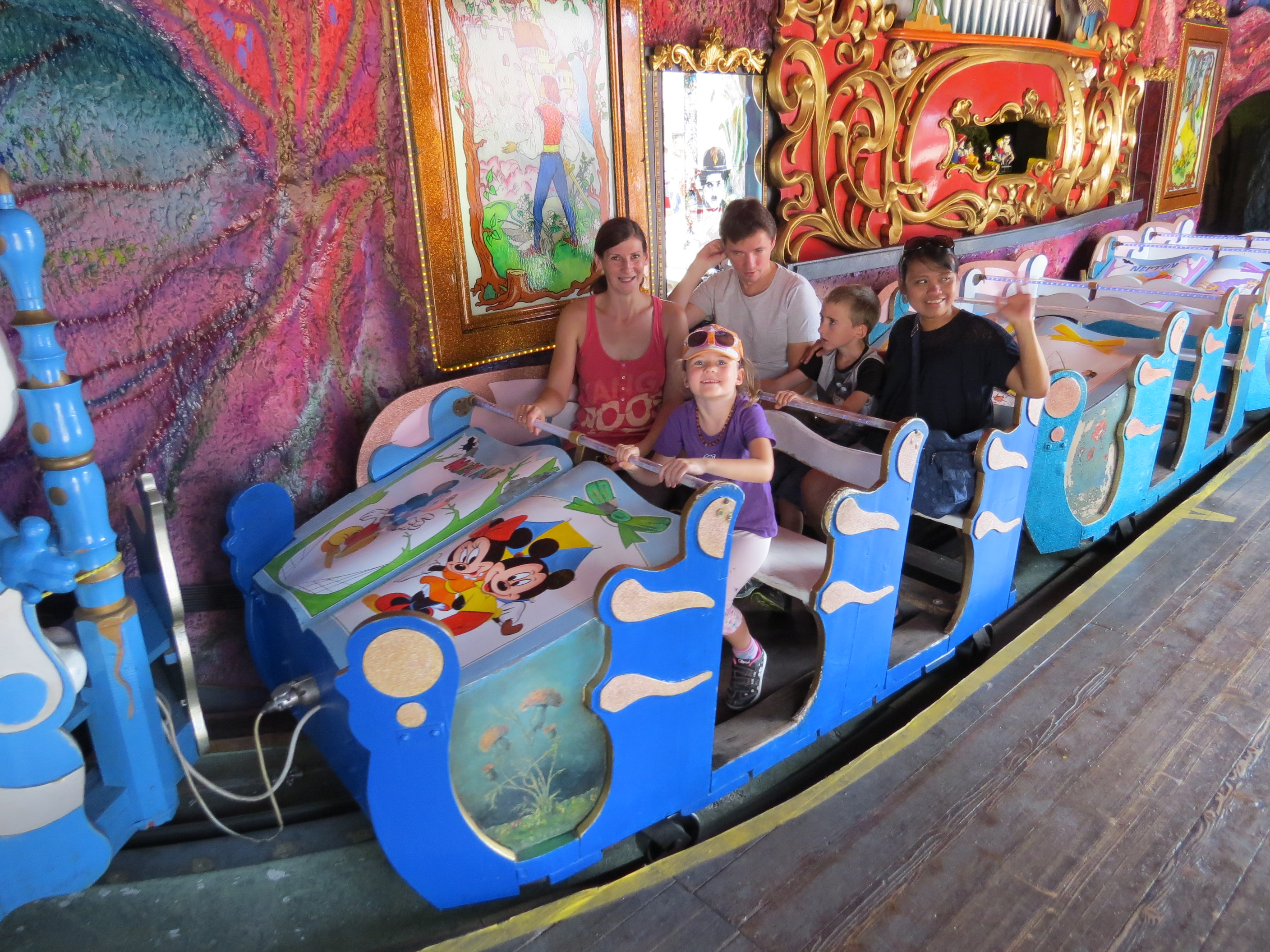
Wiener Grottenbahn

### Historische Vorläufer
Bereits auf mittelalterlichen Märkten erfreuten sich sogenannte Kuriositäten-Shows (abwertend als Freakshows bezeichnet) großer Beliebtheit. Dort wurden Menschen mit körperlichen Behinderungen und Missbildungen quasi „ausgestellt“, um Besuchern Gruselgefühle zu vermitteln. In späterer Zeit kamen noch missgebildete und/oder exotische, oft „zurechtgeschminkte“ Tiere hinzu. Ab dem frühen 17. Jahrhundert kamen mobile wie stationäre Gruselkabinette auf. Mit der Entdeckung und Industrialisierung der Elektrizität eröffneten sich Fahrgeschäft-Betreibern völlig neue Dimensionen. Erste, moderne Vorläufer der Geisterbahnen waren die sogenannten Grottenbahnen, in denen Fahrgäste durch künstliche Höhlen reisen und wo oft Figuren und Szenen aus populären Volksmärchen auf die Besucher warten. Bei Grottenbahnen steht allerdings das Verzaubern und Begeistern der Besucher im Vordergrund, nicht das Erschrecken. Den ersten Schritt zur „echten“ Geisterbahn machte die Grottenbahn „Elektro-Höllenbahn“ der Firma Hitzig aus dem Jahr 1926. Dort wurden nicht mehr nur märchenhafte Figuren, sondern vor allem Teufel und Drachen eingesetzt.

### Die ersten Geisterbahnen

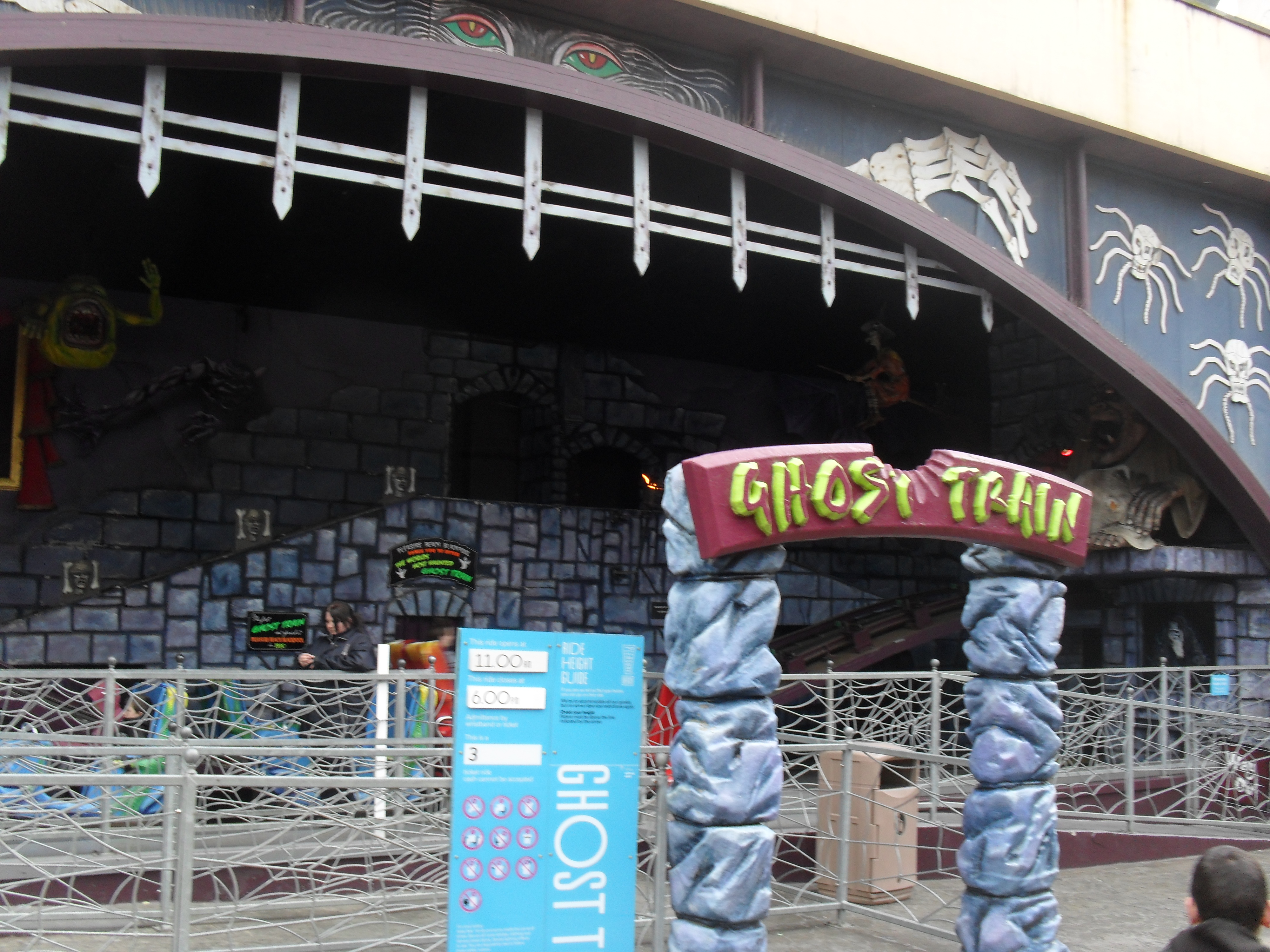
Ghost Train im Blackpool Pleasure Beach (errichtet 1930)

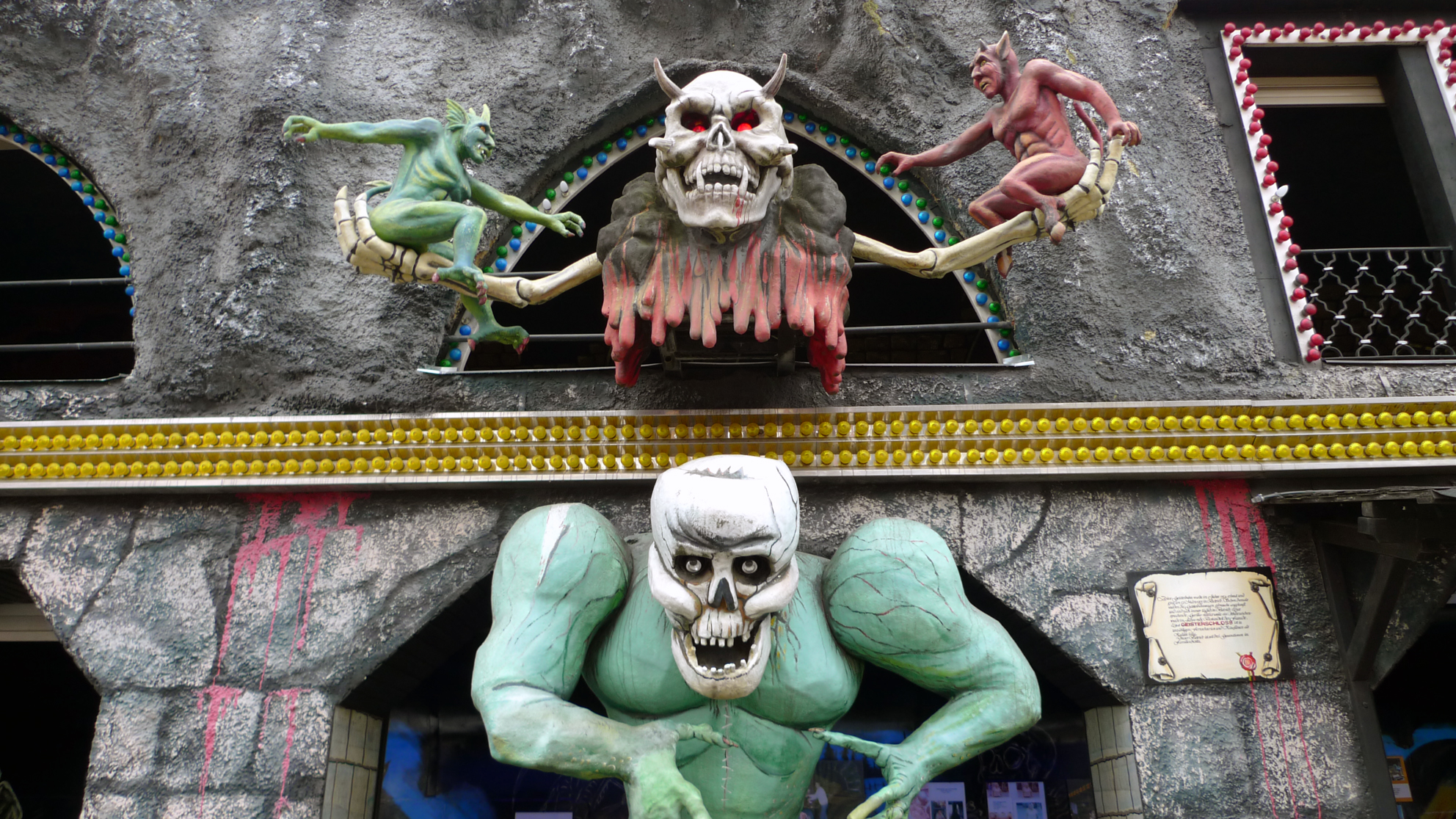
Geisterschloss im Wiener Prater (errichtet 1958)

Die historisch älteste, elektrisch betriebene „echte“ Geisterbahn der Welt heißt „Ghost Train“, befindet sich im Blackpool-Pleasure-Beach-Vergnügungspark im Nordwesten Englands und wurde im Mai 1930 eröffnet. Im Oktober des Jahres 1931 machte eine Geisterbahn des Technikdesigners Carl Böhm in Hamburg auf dem Domplatz von sich reden. Sie war die erste Geisterbahn in Deutschland. Carl Böhm beantragte das alleinige Urheberrecht auf sein Fahrgeschäft, weil er ahnte, wie erfolgreich seine Geschäftsidee werden würde und er einen massiven Ansturm von Nachahmern und Neidern befürchtete. Also beantragte er ein Patent und drohte potentiellen Nachahmern mit rechtlichen Konsequenzen. Allerdings beging Böhm den Fehler, sein Fahrgeschäft und seinen Patentantrag in der populären Schaustellerzeitschrift Komet zu veröffentlichen, bevor sein Patent überhaupt genehmigt und gerichtlich bestätigt war. Das hatte Folgen: Bereits 1932 gab es allein auf dem Münchener Oktoberfest vier verschiedene Geisterbahnen von vier verschiedenen Familienunternehmen. Ob Böhm seine rechtlichen Androhungen je wahr gemacht hat, ist unbekannt.
Die älteste, stationäre Geisterbahn Österreichs ist das „Geisterschloss“ im Wiener Prater, sie wurde 1933 von Friedrich Holzdorfer auf Parzelle 96 errichtet. Diese Geisterbahn fiel in den Kriegsjahren 1939 bis 1945, wie auch viele andere Attraktionen des „alten“ Praters, zahlreichen Fliegerbomben zum Opfer und wurde 1948 unter demselben Namen ein paar Straßen weiter vom ursprünglichen Standort um 1958 neu eröffnet. Zu den ältesten Geisterbahnen der Vereinigten Staaten zählt „Devil's Den“. Sie befindet sich im historischen Freizeitpark Conneaut Lake Park im US-Bundesstaat Pennsylvania und wurde 1968 eröffnet. Immer wieder wurde sie restauriert und renoviert, weil der Park aufgrund Insolvenz mehrfach geschlossen werden musste. Die Geisterbahn ist nicht nur von historischem Wert, sie beherbergt eine Kuriosität: eine Kaugummiwand, die von Freizeitpark-Fans aus Protest angelegt wurde und noch heute besteht.
Allen historischen Geisterbahnen war gemeinsam, dass ihr äußeres Design eher schlicht ausfiel und das Innere (für die damalige Zeit) recht aufwändig gestaltet war. Der heutige Trend tendiert hingegen zum Gegenteil. Außerdem waren viele der früheren Geisterbahnen namenlos und es fand sich lediglich der Schriftzug „Geisterbahn“ in Leuchtbuchstaben über den Fahrgeschäften. Erst gegen Mitte der 1960er-Jahre kam der Trend auf, Geisterbahnen durchweg fantasievolle Namen wie „Daemonium“, „King-Kong's Horror-Show“ oder „Geisterschlange“ zu geben. Da die meisten Geisterbahnen privat betrieben und überdies regelmäßig äußerlich wie innerlich umgestaltet und Figuren ausgetauscht werden, ist so gut wie keine historische Geisterbahn mehr im Original erhalten.

## Konstruktion und Betrieb

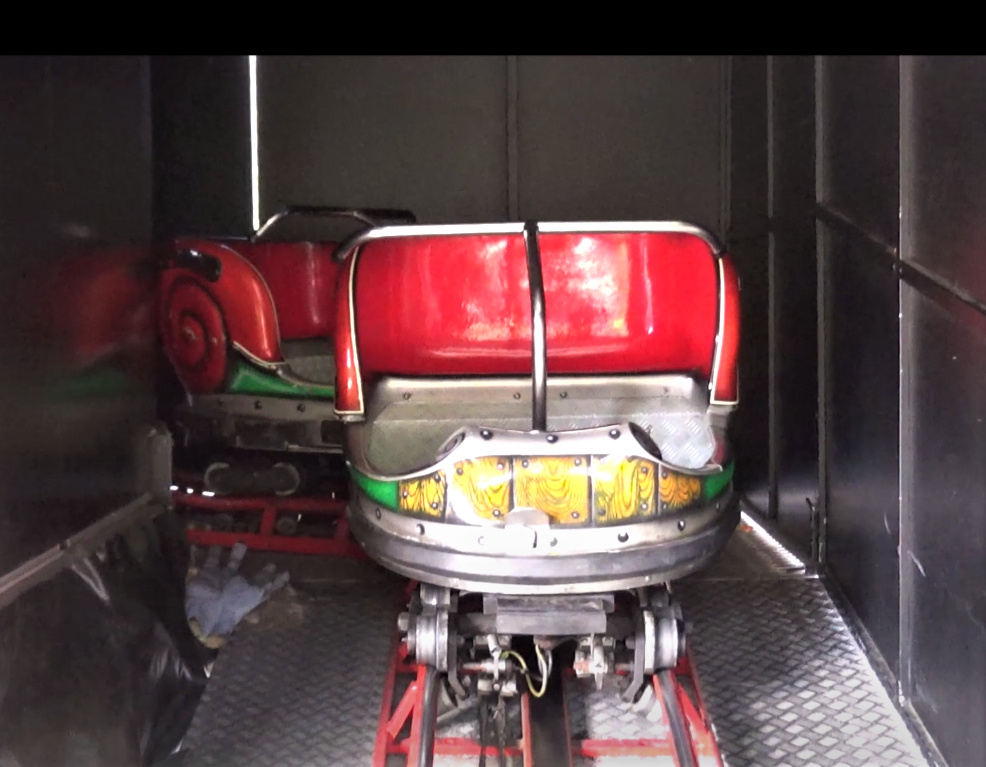
Chaise mit gut sichtbarem Antrieb

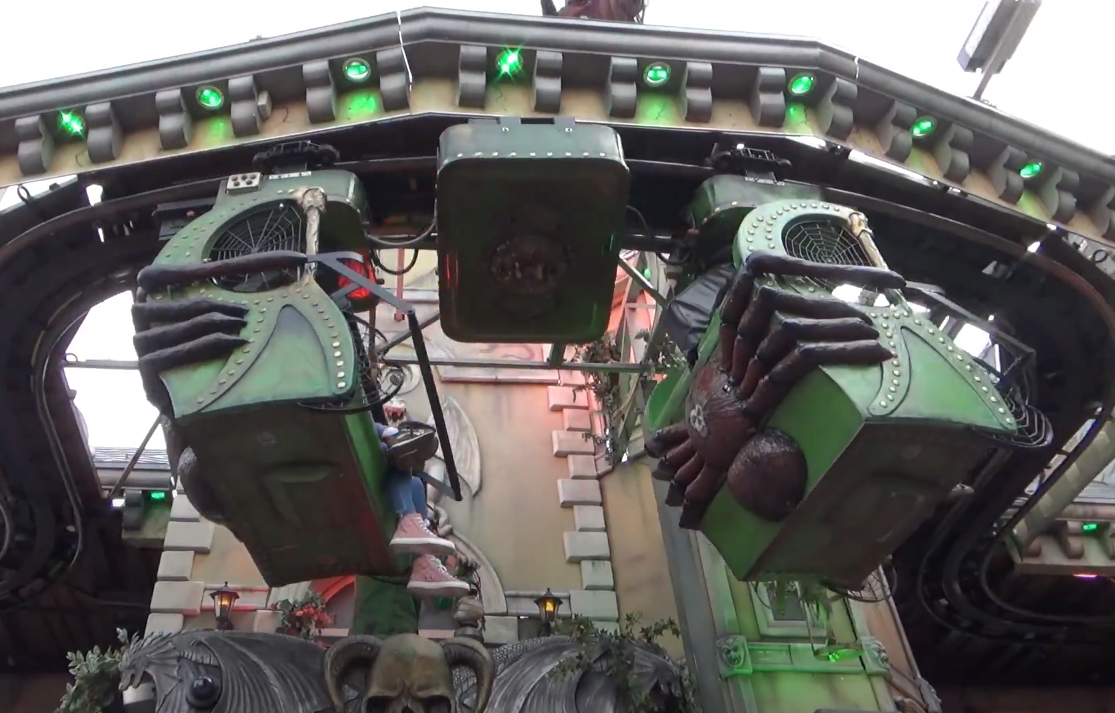
Geisterbahn mit Gondeln

Geisterbahnen sind elektrisch betriebene Fahrgeschäfte. Sowohl die Außen- und Innenbeleuchtung, die außen wie innen aufgestellten Gruselpuppen und Animatronics, die Chaisen und Gondeln als auch die Licht- und Soundeffekte werden allesamt mit Strom versorgt (was zum Beispiel das Verbot des Anfassens der Figuren erklärt). Das Fahrgeschäft selbst ist meist ein rechteckiges Zelt unterschiedlicher Größe, das aus einem Gerüst aus Metall besteht und mit einer oder mehreren dicken Zeltplanen bedeckt ist. Kleine Geisterbahnen sind einstöckig und in ihrer Konstruktion recht simpel, große Geisterbahnen können zwei- oder gar dreistöckig sein. Dieser Grundaufbau führt zu unterschiedlichen Streckenführungen und wirkt sich auch auf die Gestaltung und Dekoration der Wagen aus: Ihre Größe und ihr Design sind der Streckenführung und dem Thema der Geisterbahn angepasst.
Die Geisterbahnwagen (Chaisen) sind meist Zwei-, seltener Viersitzer. Jeder Wagen fährt eine fest vorgegebene Schienenstrecke. Bei früheren Geisterbahnen waren diese Schienen paarweise ausgelegt, bei moderneren Geisterbahnen sind es Einzelschienen. Die Wagen fahren dank eines eigenen Motors, der seinen Strom über die Schienen direkt aufnimmt. Dort, wo die Wagen losfahren oder anhalten (also in der Ein- und Ausstiegszone), befinden sich stromlose Schienenabschnitte. Im Einstiegsbereich hat dies den Sinn, dass ein Angestellter per Knopfdruck den vordersten Wagen jederzeit unabhängig in Bewegung setzen kann. Im Ausstiegsbereich hingegen sollen stromlose Schienenabschnitte verhindern, dass die Wagen ungebremst ineinander auffahren. Es gibt aber auch Geisterbahnen, die statt mit Wagen mit Gondeln befahren werden. Diese beziehen ihren Strom ebenfalls aus den Schienen, die hier gleichzeitig die Funktion von Oberleitungen übernehmen. Aber auch hier gibt es im Ein- und Ausstiegsbereich stromlose Schienenabschnitte. Die Schienenführung ist besonders im Zeltinneren sehr kurvenreich. Dies soll – unter Zuhilfenahme geschickt aufgestellter Trennwände – dem Fahrgast die Orientierung nehmen und gleichzeitig das Gefühl vermitteln, dass der Wagen schneller fahre, als er es tatsächlich tut. Das Abdunkeln des Innenbereichs verstärkt diese Illusion.
Die Innendekoration der Geisterbahnen ist stark abhängig von der Zeltgröße und Streckenführung. Dies macht sich vor allem in der Anzahl der Gruselpuppen bemerkbar. Die Gestaltung dieser Schreckfiguren orientiert sich meist an klassischen und populären Monstern aus Literatur, Film und Computerspielen. Dies können etwa Riesenspinnen, Zombies, Vampire oder Skelette sein. Aber auch Hinrichtungsszenen wie Elektrischer Stuhl und/oder Enthauptung erfreuen sich zeitloser Beliebtheit. Die Gruselpuppen und Animatronics sind entweder zeitschalter- oder sensorengesteuert (zum Beispiel durch Bewegungssensoren). Andere Fahrstreckenbereiche sind mit Gruselmotiven aus Leuchtfarbe geschmückt. Passend dazu werden Sound- und Lichteffekte eingesetzt und die Gruselpuppen ruckartig bewegt, um die Fahrgäste zu erschrecken. In manchen Geisterbahnen kommen auch Lebenddarsteller zum Einsatz.

## Popularität

Schreckfigur in einer Geisterbahn

### Rezeptionen in modernen Medien
Geisterbahnen erfreuen sich seit ihrer Erfindung und Einführung zeitloser Beliebtheit und gehören bis heute auf Jahrmärkten, Volksfesten und in Vergnügungsparks quasi zum festen Ensemble. Die Beliebtheit spiegelt sich unter anderem darin wider, dass Geisterbahnen heute noch in diversen Horrorfilmen, Thrillern und Kriminalfilmen ein nicht unerheblicher Bestandteil von Grusel- oder Schreck-Szenen sind. Der Zuschauer fiebert fast automatisch mit, wenn die Filmfigur mit der Geisterbahn fährt. Auch in Krimi-Serien wie Columbo und in diversen Alfred-Hitchcock-Serien tauchen Geisterbahnen auf, hier meist als Tatorte heimtückischer Morde.

### Psychologische Aspekte
Die Beliebtheit von Geisterbahnen gründet auch auf ihrem Design und Zweck, ihre Besucher und Fahrgäste zu erschrecken. Sie zu fahren, gilt bei Kindern und Erwachsenen gleichermaßen als Mutprobe. Die Verlockung, sich ureigensten Ängsten zu stellen (zum Beispiel die Angst vor Dunkelheit und dem Unbekannten), wird dabei gleichzeitig als Vergnügen wahrgenommen. Dabei ist Erschrecken eigentlich ein Schutz- und Abwehrmechanismus des menschlichen Körpers. Meist ist es ein Reflex als Reaktion auf plötzliche, laute Geräusche, aber auch auf visuelle Reize und unerwartete Berührungen (vergleiche Jumpscare). Die Suche nach dem Schrecken vergleichen Psychologen wie Jürgen Margraf und Christian Kaernbach mit demselben Kick, den man auch beim Glückspiel oder bei gefährlichen Extremsportarten erleben könne: die Nervosität, die in Angst übergeht, im Schreckmoment gipfelt und mit Erleichterung endet. Die Motive wären in diesem Falle Adrenalinsucht und Nervenkitzel-Tourismus. Die Erleichterung folgt in dem Moment, wenn der Wagen die Geisterbahn wieder verlässt.
Ein weiterer Grund für die Beliebtheit von Geisterbahnen erscheint auf den ersten Blick widersprüchlich, hat aber viel mit anderen, abgedunkelten Fahrgeschäften wie zum Beispiel Grottenbahnen und Liebestunneln gemeinsam: Ihre Dunkelheit verleitet vor allem Jugendliche dazu, pärchenweise zu fahren und heimlich zu kuscheln und zu küssen. Hintergrund ist dabei auch das beliebte Klischee der "schreckhaften Frau" mit ihrem "starken Begleiter". Beide empfinden dabei dieselbe Spannung während der Fahrt, die durch die gegenseitige Nähe als erträglicher wahrgenommen wird. Auch die Erleichterung und das Vergnügen nach Verlassen der Geisterbahn teilen sie sich.

## Galerie

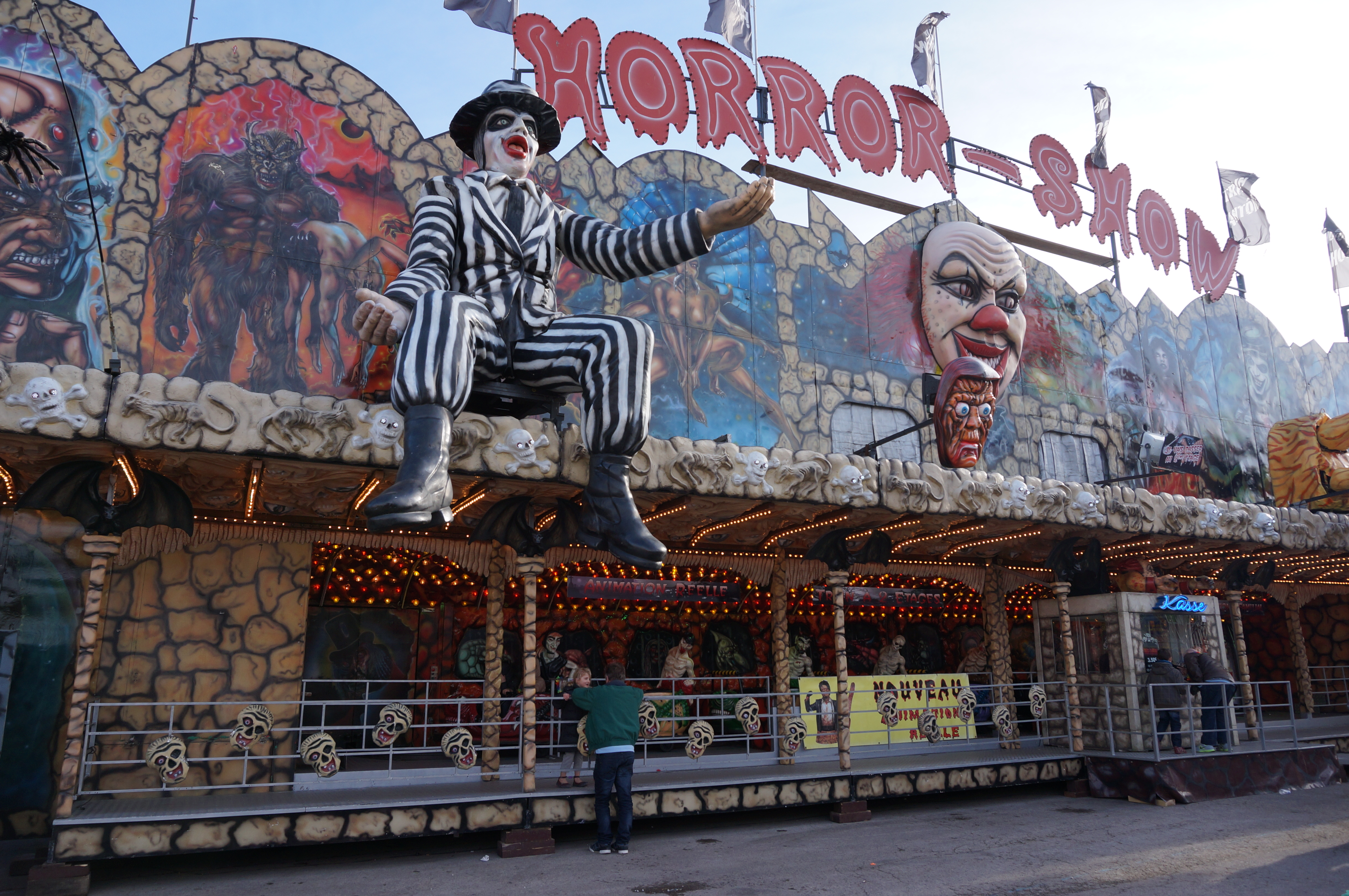
„Horror-Show“
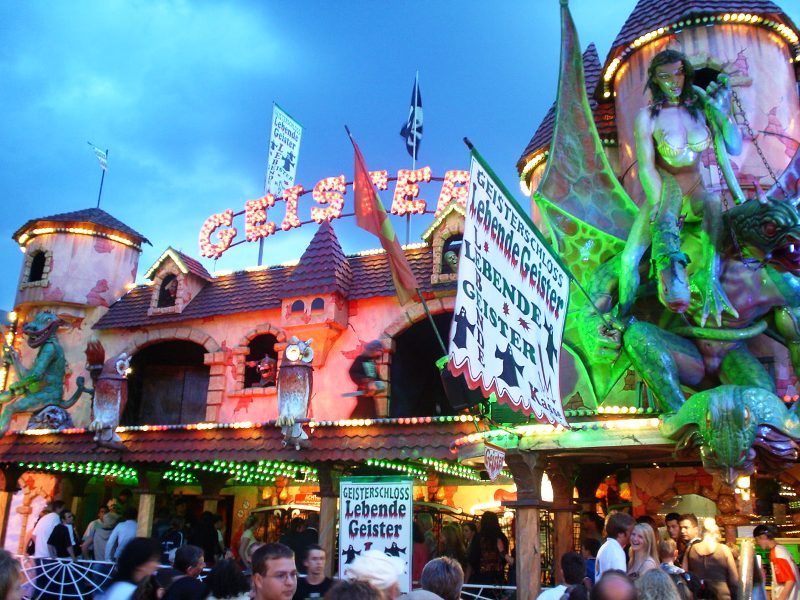
„Geisterschloss“
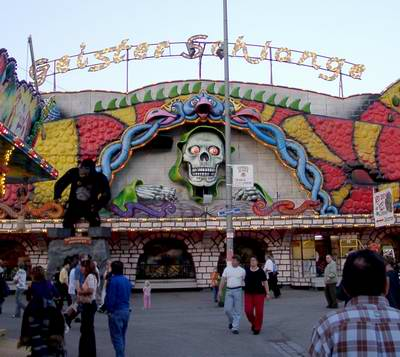
„Geisterschlange“
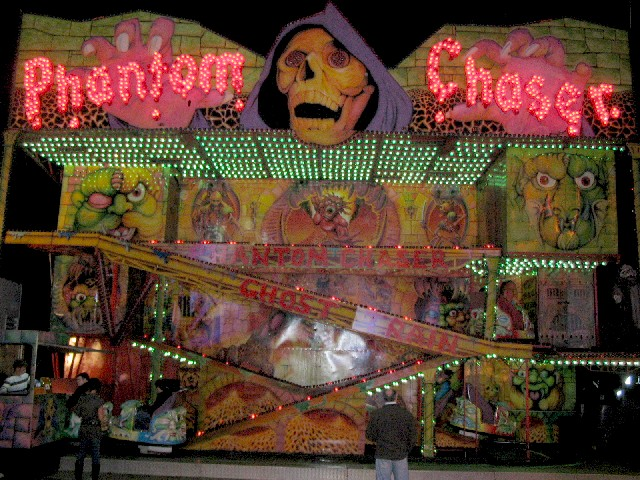
„Phantom Chaser“
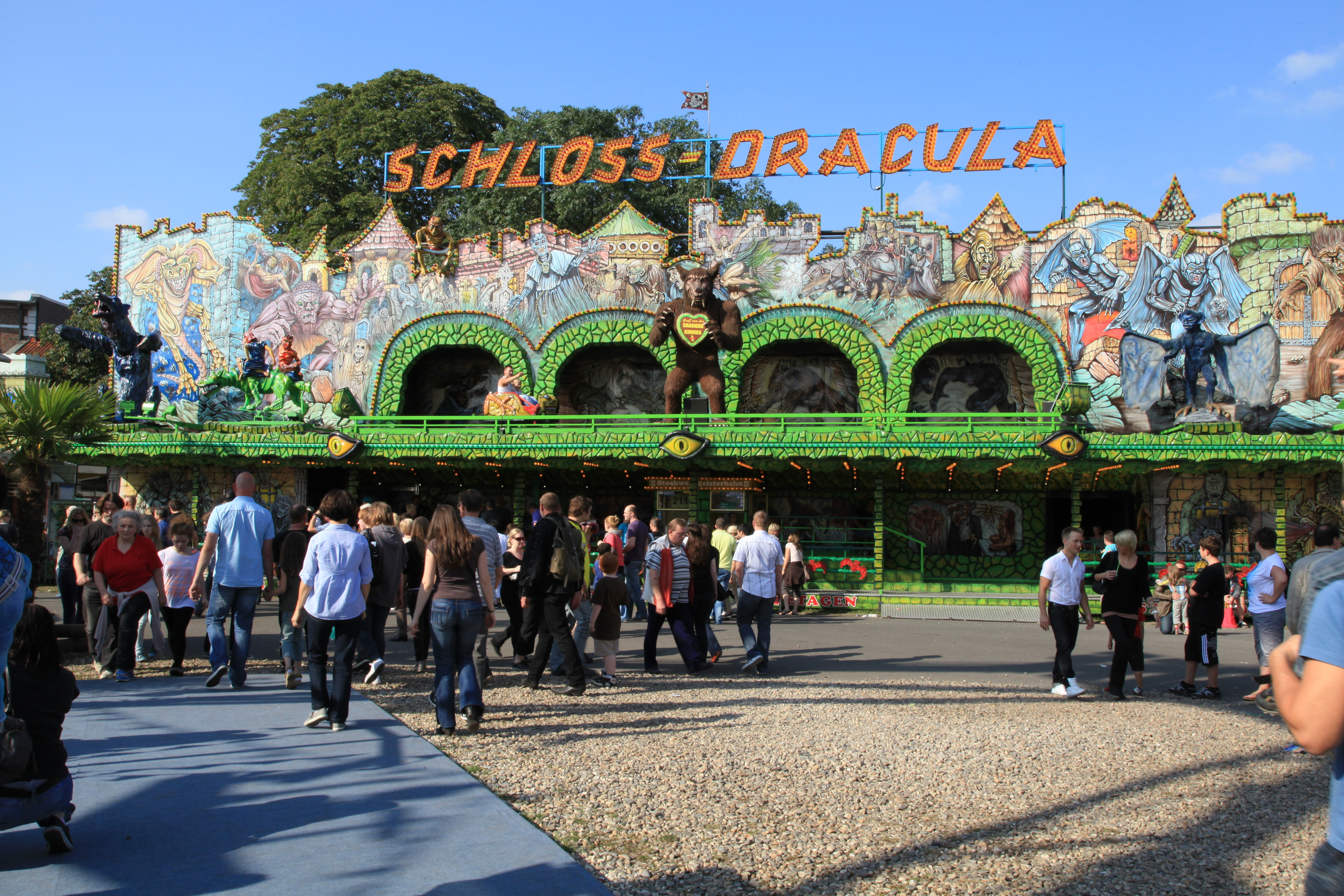
„Schloss Dracula“
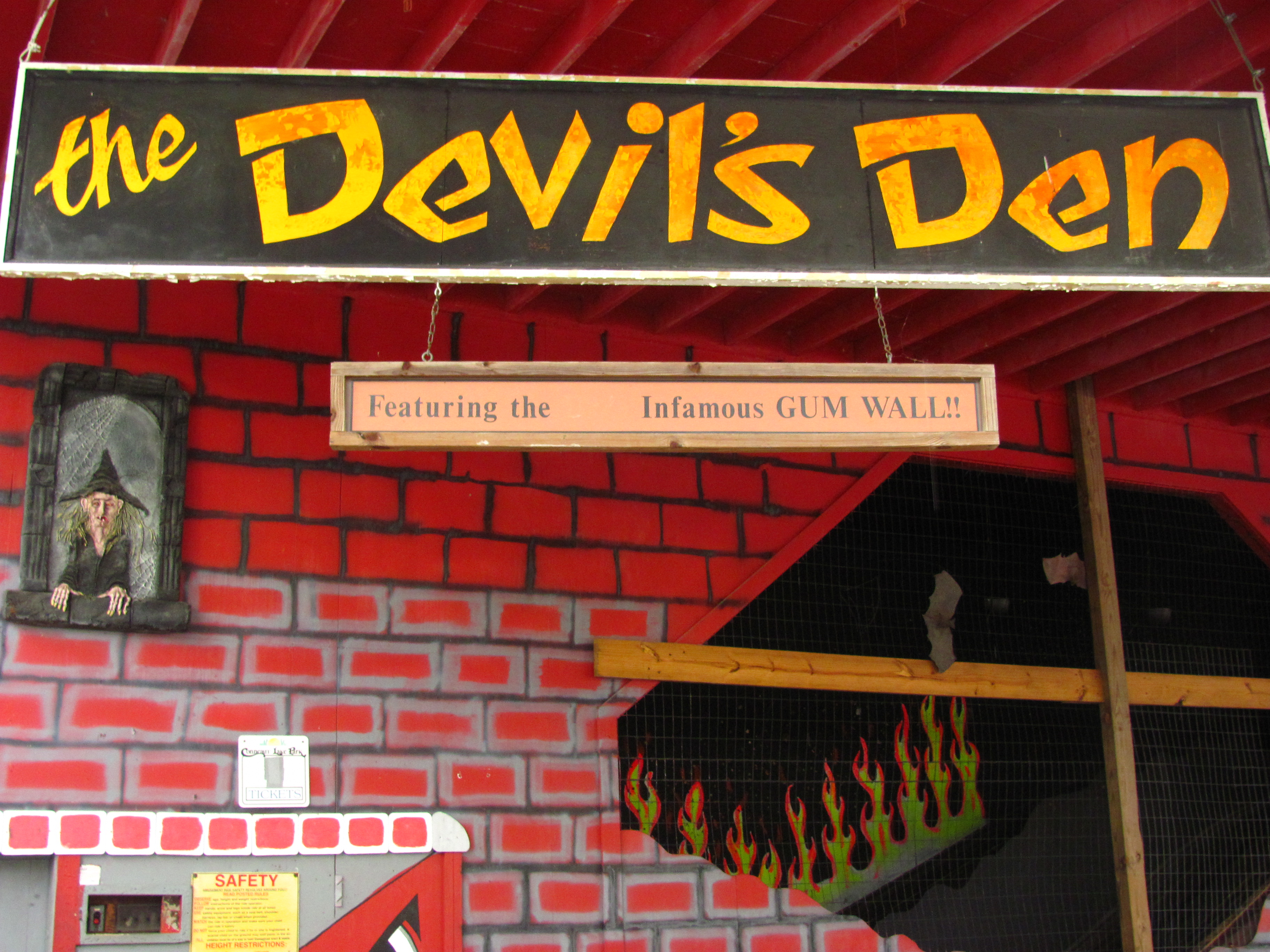
„Devil's Den“
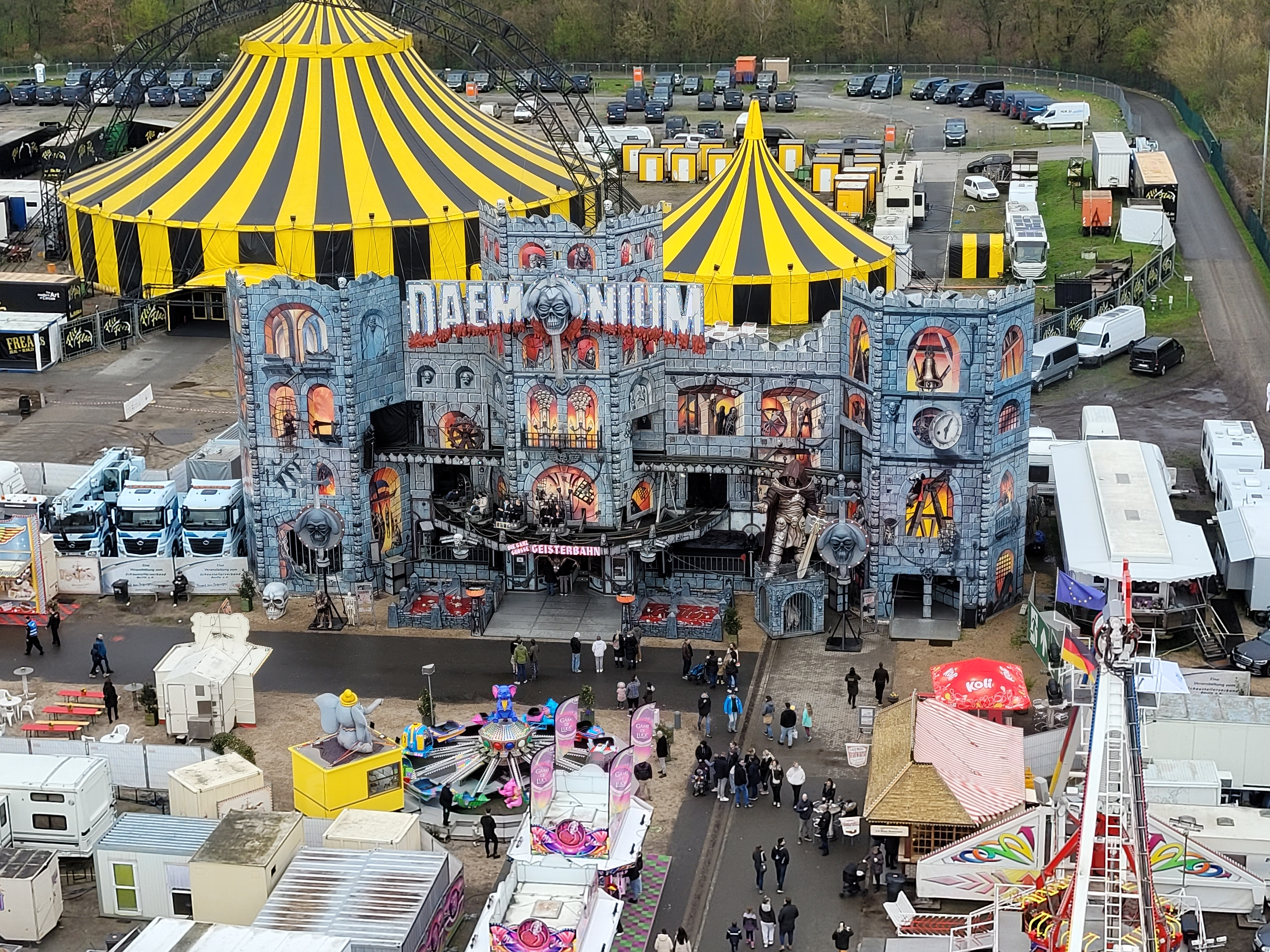
„Daemonium“